# Бределе
Бределе (також згадується як Bredele, Bredala, Bredle або Winachtsbredele) — печиво або маленькі тістечка, які традиційно випікають в Ельзасі та Мозелі, Франція, особливо під час Різдвяного періоду. Можна знайти багато сортів, у тому числі й нові, щоб можна було створювати асортименти. Вони можуть включати анісбределе (пиріг з яєчним білком і анісом), буттербределе, щововебределе (апельсин і кориця), спрітсбределе, невеликі пені д'епіс і тістечка зі спеціями, які готуються з цукром, а не з медом.
Випікання бределе на Різдво популярно в Ельзасі. Традиція полягає в тому, щоб кожна сім'я випікала свою власну випічку, а потім дарувала її всім оточуючим як різдвяний подарунок.
Слово походить від нижньоалеманської німецької мови, що означає різдвяне печиво.